# 奥斯卡·蒙特柳斯
古斯塔夫·奥斯卡·奥古斯都·蒙特柳斯（Gustaf Oscar Augustin Montelius，1843年9月9日—1921年12月4日）是一名瑞典考古学家，是一位考古类型学大师。他所著的《东方和欧洲的古代文化诸时期》第一卷《方法论》，对中国考古学界有着深远的影响。